# Circus (album de Circus)
Pour les articles homonymes, voir Circus.
Singles
1. Sur un fil
Sortie : 18 juin 2012
2. Chagrin d'ami
Sortie : 26 novembre 2012
3. Ce soir et demain
Sortie : 11 mars 2013

Circus est le premier album du groupe Circus, créé par Calogero avec Stanislas, Philippe Uminski, Elsa Fourlon et Karen Brunon et sorti le 12 novembre 2012.

## Liste des titres
| No  | Titre                  | Paroles                              | Musique                           | Durée |
| --- | ---------------------- | ------------------------------------ | --------------------------------- | ----- |
| 1.  | C'est quoi ce cirque ? | Marie Bastide - Jean-Jacques Goldman | Calogero - Philippe Uminski       | 3:29  |
| 2.  | Sur un fil             | Jean-Jacques Goldman                 | Calogero - Gioacchino - Stanislas | 4:13  |
| 3.  | Moi je joue            | Marc Lavoine - Philippe Uminski      | Calogero - Stanislas              | 3:18  |
| 4.  | Chagrin d'ami          | Marc Lavoine                         | Calogero                          | 3:17  |
| 5.  | Ce soir et demain      | Marc Lavoine                         | Calogero                          | 4:16  |
| 6.  | L'Amour suicide        | Marc Lavoine                         | Calogero                          | 3:22  |
| 7.  | Le Numéro              | Philippe Uminski                     | Calogero - Stanislas              | 3:28  |
| 8.  | Les Nuits romaines     | Dominique A                          | Calogero - Stanislas              | 5:30  |
| 9.  | La Prière de Rosa      | Marie Bastide                        | Stanislas                         | 1:14  |
| 10. | Je tombe               | Marie Bastide                        | Calogero                          | 3:26  |
| 11. | Stella monte           | Marie Bastide                        | Gioacchino - Stanislas            | 2:21  |
| 12. | Souvenir               | Marc Lavoine                         | Calogero - Gioacchino - Stanislas | 3:22  |
| 13. | L'Origine              | Marc Lavoine                         | Calogero                          | 3:35  |